# Gerichshain
Gerichshain ist ein Ortsteil der sächsischen Gemeinde Machern im Landkreis Leipzig.

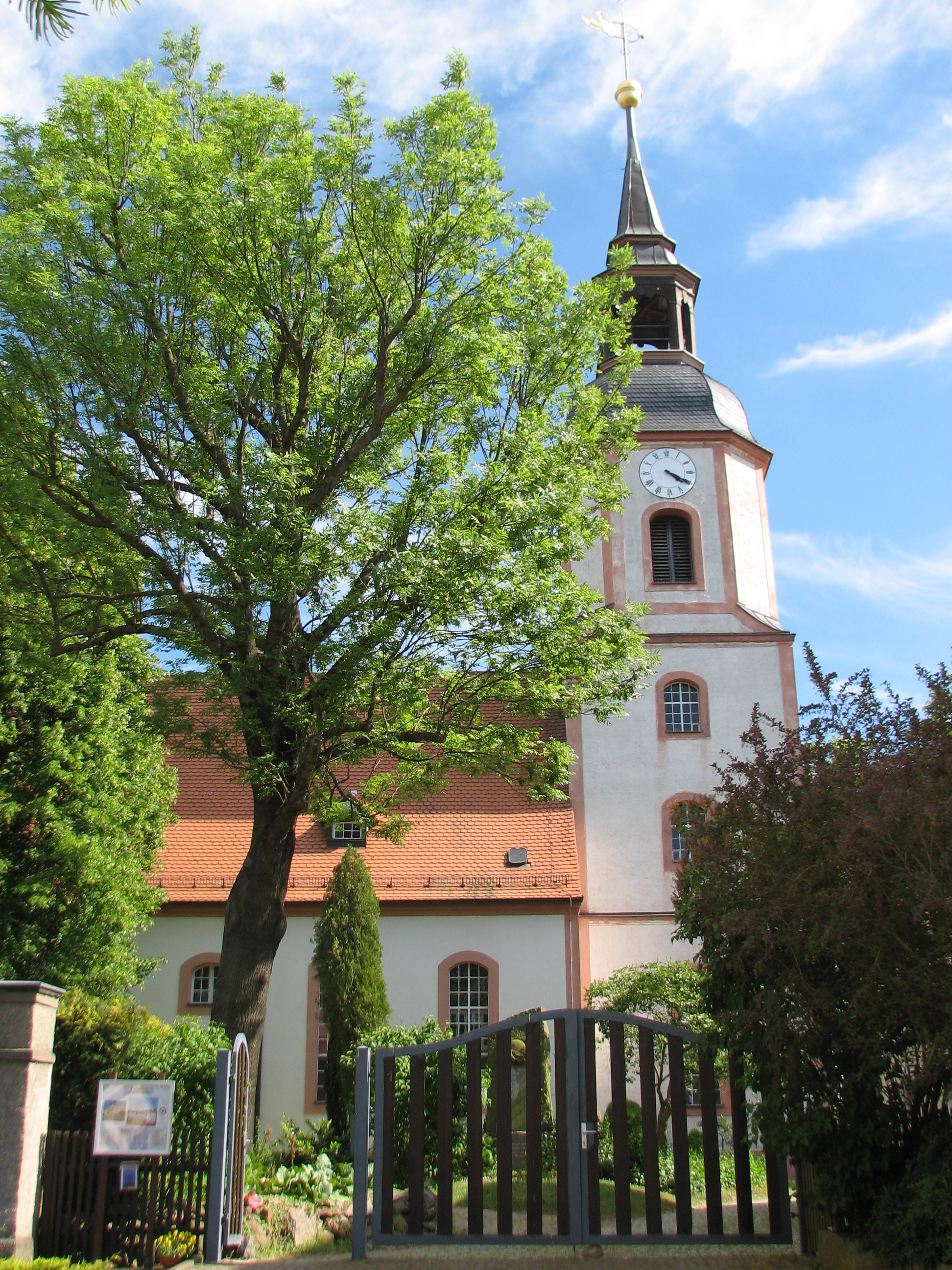
Kirche Gerichshain

## Geografie

### Lage
Gerichshain liegt etwa 2,5 Kilometer nordöstlich von Brandis in der Leipziger Tieflandsbucht. Die Ortslage erstreckt sich über etwa 1,2 Kilometer nahezu in Ost-West-Richtung. Westlich schließt sich unmittelbar das Gewerbegebiet an.
Durch den Ort verläuft die Bahnstrecke Leipzig–Dresden mit dem Haltepunkt Gerichshain. Die Bundesstraße 6 Leipzig–Wurzen führte bis vor wenigen Jahren direkt durch den Ort, bis sie zur Entlastung der Anwohner aus der Ortslage heraus nach Norden verlegt wurde. Über die Staatsstraße 45 besteht Anschluss an das südlich gelegene Brandis, über die herabgestufte B 6 erreicht man westlich Borsdorf.

### Nachbarorte
| Cunnersdorf |        |                        |
| Borsdorf    |        | Posthausen und Machern |
| Zweenfurth  | Beucha | Brandis                |

## Geschichte
Die erste urkundliche Erwähnung von Gerungishain datiert aus dem 1350. Der frühe Ortsname lässt sich Aufzeichnungen zufolge auf den Bischof Gerung von Meißen zurückführen. Die Endung „-hain“ lässt auf die Rodung des Siedlungsstandortes schließen – die in der Nähe liegenden Ortschaften Ammelshain, Altenhain, Albrechtshain u. a. lassen diesen Schluss zu.
Gerichshain war bis 1516 Leipziger Amtsdorf. Bis es Herzog Georg von Sachsen im Jahr 1512 seinem Hofmeister dem Ritter Rudolf von Bünau auf Brandis für 575 Gulden verkaufte.
Vor der Reformation um 1539 bis 1930 war Gerichshain Filialkirche von Brandis. Seit 1932 ist es Filialkirche von Borsdorf. Der Ortsteil Posthausen (1551 Vorwerk des Ritterguts Brandis), ist seit 1752 nach Gerichshain gepfarrt. Nach 1945 war die kirchliche Organisation entsprechend der politischen Situation häufigen Wechseln unterworfen, meist jedoch mit Borsdorf verbunden. Seit 2001 existiert die Kirchgemeinde Gerichshain-Althen – eine Schwestergemeinde der Kirchgemeinde Borsdorf-Zweenfurth. 1784–85 wurde die Kirche errichtet.

Gerichshain lag bis 1856 im kursächsischen bzw. königlich-sächsischen Kreisamt Leipzig. Posthausen gehörte zeitweise zum Kreisamt Leipzig bzw. zum Erbamt Grimma. Ab 1856 gehörten beide Orte zum Gerichtsamt Brandis und ab 1875 zur Amtshauptmannschaft Grimma. 1837 erhielt Gerichshain Eisenbahnanschluss an der ersten deutschen Ferneisenbahn von Leipzig nach Dresden. 1838 wurde beim östlich gelegenen Posthausen eine Güterladestelle eingerichtet – zeitweise auch Güterbahnhof –, der Güterbahnhof wurde 1998 geschlossen und folgend abgebaut.
Am 1. März 1994 wurde die Gemeinde Gerichshain mit ihrem Ortsteil Posthausen (bis vor 1880 eine eigene Gemeinde, dann nach Gerichshain eingemeindet) ebenso wie die Gemeinde Püchau nach Machern eingemeindet. Die Gemeinde Gerichshain hatte eine Fläche von 10,05 km².

## Sehenswürdigkeiten
Die Kirche Gerichshain in der Ortsmitte hat ihr barockes Erscheinungsbild seit dem Jahr 1785, als die Nachfolgerin des abgerissenen Gotteshauses erbaut wurde. Zu ihren Besonderheiten gehören eine hochwertige Trampeli-Orgel von 1803, eine historische, in Stein gehauene Sonnenuhr an der Turm-Rückseite sowie zwei mittelalterliche Glocken.

## Entwicklung der Einwohnerzahl
| Jahr | Einwohnerzahl                             |
| ---- | ----------------------------------------- |
| 1551 | 34 besessene Mann, 2 Häusler, 25 Inwohner |
| 1764 | 52 besessene Mann, 3 Häusler, 14½ Hufen   |
| 1803 | 313                                       |
| 1828 | 360                                       |
| 1834 | 376                                       |
| 1855 | 448                                       |

| Jahr | Einwohnerzahl |
| ---- | ------------- |
| 1871 | 476           |
| 1880 | 558           |
| 1890 | 488           |
| 1900 | 731           |
| 1905 | 832           |
| 1910 | 851           |

| Jahr | Einwohnerzahl |
| ---- | ------------- |
| 1925 | 996           |
| 1929 | 996           |
| 1933 | 1055          |
| 1939 | 1025          |
| 1946 | 1281          |
| 1950 | 1271          |

| Jahr | Einwohnerzahl |
| ---- | ------------- |
| 1951 | 1281          |
| 1964 | 1049          |
| 1990 | 925           |
| 1997 | 1630          |